# Klas Åhlund
Klas Frans Åhlund (ur. 11 kwietnia 1972) – szwedzki muzyk, kompozytor i wokalista, multiinstrumentalista, a także producent muzyczny i inżynier dźwięku. 

## Życiorys
Klas Åhlund znany jest przede wszystkim z występów w zespole muzyki rockowej Teddybears. Wraz z grupą trzykrotnie otrzymał nagrodę szwedzkiego przemysłu fonograficznego Grammis. Jako producent muzyczny współpracował m.in. z takimi wykonawcami jak: Robyn, Sugababes, Jordin Sparks, Eagle-Eye Cherry, Kesha, Kylie Minogue, Britney Spears, Usher, Melody Club, Katy Perry oraz Madonna.
Jego starszy brat Joakim Åhlund również jest muzykiem oraz członkiem zespołów Caesars i Teddybears.